# 劳德芬
劳德芬是德国下萨克森州的一个市镇。总面积102.92平方公里，总人口17449人，其中男性8597人，女性8852人（2011年12月31日），人口密度170人/平方公里。